# Peter Mieg
Peter Mieg (ur. 5 września 1906 w Lenzburgu, zm. 7 grudnia 1990 w Aarau) – szwajcarski kompozytor i malarz.

## Życiorys
W latach 1927–1933 studiował historię sztuki, historię muzyki, archeologię i literaturę na uniwersytecie w Zurychu. W 1933 roku uzyskał doktorat. Uczył się w Bazylei u Hansa Müncha i Emila Freya, w Lenzburgu u Carla Artura Richtera oraz w Zurychu u Wandy Landowskiej. W latach 1942–1945 uczył się w Genewie u Franka Martina. Początkowo uprawiał przede wszystkim malarstwo, komponowaniu poświęcił się dopiero w latach 50. Jego prace malarskie wystawiano m.in. w Zurychu, Paryżu i Wiedniu. Pisał również krytyki i recenzje muzyczne oraz malarskie w czasopismach szwajcarskich i zagranicznych.

## Twórczość
W swojej twórczości nawiązywał do muzyki Strawinskiego, Bartóka i Martina. Jego styl wyróżnia się stosowaniem tradycyjnych środków wyrazu i śpiewną melodyką. W warstwie technicznej stosował politonalność, skale modalne i całotonowe oraz skalę chromatyczną, z tendencją do polifonizacji faktury.

## Ważniejsze kompozycje
(na podstawie materiałów źródłowych)

### Utwory orkiestrowe
- Symfonia (1958)
- Rondeau symphonique (1964)
- Concerto veneziano na orkiestrę smyczkową (1955)
- Toccata-Arioso-Gigue na orkiestrę smyczkową (1959)
- Combray na orkiestrę smyczkową (1977)
- Meilener Ballette I–III na orkiestrę kameralną (1965–1967)
- Schlossbildermusik (1980)
- Ouverture pour Monsieur Lully na smyczki (1986)
- 2 koncerty na fortepian i orkiestrę (I 1947, II 1961)
- Koncert skrzypcowy (1950, 2. wersja 1959)
- Concerto da camera na fortepian, kotły i smyczki (1952)
- Koncert na klawesyn i orkiestrę (1953)
- Koncert na obój i orkiestrę (1957)
- Koncert na flet i orkiestrę smyczkową (1962)
- Koncert na wiolonczelę i orkiestrę (1966)
- Koncert na harfę i orkiestrę smyczkową (1969)
- Konzertstück na fortepian na 4 ręce i orkiestrę smyczkową (1969)
- Koncert na 2 flety i orkiestrę smyczkową (1974)
- Triple Concerto dans le goût italien na trio smyczkowe i orkiestrę smyczkową (1978)
- Koncert podwójny na fortepian i wiolonczelę (1984)

### Utwory kameralne
- 3 kwartety smyczkowe (I 1938, II 1945, III 1987)
- Divertimento na kwartet obojowy (1950)
- Musik na 7 instrumentów (1952)
- Kwintet na flet, 2 skrzypiec, wiolonczelę i klawesyn (1969)
- Les jouissances de Mauensee na 3 flety (1971)
- Sekstet smyczkowy (1990)
- Sonata na skrzypce i fortepian (1937)
- Wariacje na obój i fortepian (1963)
- Sonata na flet i fortepian (1963)
- Sur les rives du lac Léman na skrzypce i fortepian (1968)
- Morceau élégant na flet i harfę (1969)
- Les humeurs des Salis na flet i klawesyn (1970)
- Les charmes de Lostorff na 2 flety (1971)
- Konzertstück na 2 harfy (1973)

### Utwory fortepianowe
- 3 sonaty (I 1944, II 1959, III 1971)
- Lettres à Goldoni (1971)
- Koncert na 2 fortepiany (1934)
- La passeggiata na fortepian na 4 ręce (1968)

### Utwory na instrumenty solowe
- La sombre na wiolonczelę (1970)
- Canto lirico na rożek angielski (1970)
- Les plaisirs de Rued na flet (1971)

### Utwory wokalne
- Die mit Schiffen auf dem Meer na chór a cappella do słów psalmu 107 (1956)
- An die Leier Apollons na baryton i fortepian do słów Pindara i Friedricha Hölderlina (1946)
- 4 chansons na sopran i fortepian do słów Algimantasa Narakasa (1949)
- 3 Duette na sopran, baryton i fortepian (1955)
- 3 Gesänge na tenora i fortepian do słów Hugo von Hofmannsthala (1968)
- Mit Nacht und Nacht na tenora i orkiestrę do słów Cyrusa Atabaya (1962)

### Utwory sceniczne
- kantata Der Frühling na chór dziecięcy, orkiestrę i organy (1956)
- balet La fête de la ligne (1935)
- balet Daphne (1945)